# Pratibha Parmar
Pratibha Parmar (Nairobi, 11 de febrero de 1955) es una cineasta británica, que ha trabajado como directora de cine, productora y escritora. Es conocida internacionalmente por su polémica obra documental, así como por su activismo dentro del feminismo global y los movimientos de derechos de las lesbianas. Ha colaborado con artistas y activistas conocidos y figuras públicas de todo el mundo. Parmar utiliza específicamente la cámara para beneficiar a mujeres de todo el mundo. Enfocando su lente en las comunidades y los pueblos privados de derechos, su contribución a los derechos humanitarios y la educación en todo el mundo ha sido crucial. Sus películas están marcadas por la complejidad política y la riqueza visual, retomando los temas de la fuerza de las mujeres, la opresión racial y cultural y la vida de las personas del LBGT de Asia del Sur. Es conocida por recurrir al humor, al ingenio, a la vida cotidiana de las mujeres y a la narración visionaria para articular las realidades y los sueños de las feministas, las mujeres LGTB y la vida de la diáspora del Asia del Sur. 
Sus trabajos se centran principalmente en los temas de género, identidad, LGTBQ+, raza, "feminismo y creatividad". Parmar pretende narrar y representar historias y experiencias de grupos tradicionalmente marginados e insuficientemente representados, como las mujeres afroamericanas en los años 70, las supervivientes de la mutilación genital femenina (MGF) y las de comunidades homosexuales mal representadas en el sudeste asiático. 
En particular, el galardonado documental de Parmar "Warrior Marks" (1993). realizado en colaboración con Alice Walker, la novelista ganadora del premio Pulitzer por "The Color Purple" (El color púrpura en español),hizo a Parmar profundizar en múltiples conversaciones sobre la globalización y las responsabilidades de las mujeres hacia otras mujeres. El siguiente paso de Parmar fue copublicar también con Walker "Warrior Marks: Female Genital Mutilation and Sexual Blinding of Women" ("Marcas de guerra: la mutilación genital femenina y la ceguera sexual de las mujeres" en español).
Parmar también ha realizado videoclips musicales con Morcheeba, Tori Amos, Ghostlands y Midge Ure.
En junio de 1999 el New Festival de Nueva York rindió homenaje a Pratibha Parmar. En el otoño de 2007 fue premiada con el Visionary Award en el One in Ten Film Festival de Pensilvania, Estados Unidos, a toda su carrera. Y también es ganadora del Premio a la trayectoria en el prestigioso Frameline Film Festival de San Francisco, California, Estados Unidos.

## Biografía

### Primeros años
Parmar nació en Nairobi, Kenia. En 1967, su familia se trasladó a Gran Bretaña, donde creció. Recibió su título de B.A. de la Universidad de Bradford y asistió a la Universidad de Birmingham para realizar estudios de posgrado en el Centro de Estudios Culturales.
La familia Parmar emigró desde India a África Oriental en tiempos del Imperio británico. Después la familia emigró a Londres, Inglaterra, dentro del éxodo masivo de "asiáticos de África del Este" desde África del Este que se produjo por el efecto llamada a este grupo realizada entonces por los medios de comunicación. El trabajo de Parmar está imbuido por su fuerte identificación con sus raíces de clase trabajadora y por la influencia de una visión global del mundo heredada de su familia, que emigró tres veces a tres continentes. Su sensibilidad hacia la colonización de otros está firmemente arraigada en su propia herencia como parte de la gente perseguida por su clase, raza y género. Parmar examina la intersección de estos tres factores en su trabajo tanto como directora de cine como escritora.
Fue una mujer precoz y mostró su talento desde muy pronto en asuntos escolásticos y mantuvo un interés ávido en la justicia social. Asistió a la Universidad de Bradford, logrando un B.A. con honores en Propósitos Humanos y Comunicaciones. Mientras estaba en la universidad, Parmar tomó posiciones de liderazgo en política estudiantil. Fue Presidenta del Comité Antifascista, que organizó varias acciones contra los grupos fascistas locales incluyendo marchas, recaudación de fondos y conciertos de Rock Against Racism (RAR), campaña en el Reino Unido en 1976 para dar una respuesta al aumento del conflicto racial y el crecimiento de los grupos de blancos nacionalistas como el Frente Nacional (National Front). También se interesó mucho en el trabajo con mujeres y en 1975 se fue tres meses a Calcuta para trabajar con la Madre Teresa. Parmar se quedó un año en la India enseñando alfabetización básica a niños y niñas en proyectos en los pueblos Uttar Pradesh (norte de la India) y Kerala (sur de la India).
Después de licenciarse, Parmar realizó sus estudios de postgrado en la Universidad de Birmingham, en el Centro para Estudios Culturales Contemporáneos. Mientras estuvo allí, coescribió y coeditó el innovador libro "The Empire Strikes Back – Race and Racism in 1970s Britain" (1982). Coautora del libro con Paul Gilroy y Valerie Amos entre otros, desafió el entonces aceptado paradigma académico de la raza y las relaciones raciales como problemas asumidos en las comunidades de color en lugar de problemas dentro de la sociedad y sus instituciones, creando, codificando y haciendo cumplir el racismo. "The Empire Strikes Back..." Es también uno de los primeros textos destacados firmados por personas escritoras negras y asiáticas en el que se cuestiona esa teoría expresada y reforzada en la literatura académica en los años 70 y en los años 80.
Durante la década de 1980, Parmar trabajó también en la publicación Sheba Feminist Press como editora y directora. Sheba fue la única publicación de la prensa británica que publicó escritores como la poeta afroamericana Audre Lorde.
Después de graduarse en la universidad, Parmar fue trabajadora de la Juventud y la Comunidad con mujeres jóvenes de Asia del Sur. En este ambiente descubrió el poder de los medios de comunicación para cambiar y desafiar los estereotipos sobre las minorías. Entonces decidió estudiar las herramientas para la realización cinematográfica. Posteriormente, se le pidió que trabajara como investigadora y consultora en una serie documental pionera para la recién nacida cadena de televisión pública Channel 4 en Gran Bretaña describiendo los perfiles de las comunidades negras y asiáticas en el Reino Unido.

### Inicios de la carrera profesional
Pratibha Parmar comenzó su carrera como directora de documentales. En su trabajo, ofrece al mundo cinematográfico una reelaboración estética sobre la definición de la poesía en relación con el cine, que se convertirá en su firma. Los documentales Emergence (1986) y Sari Red (1988) aumentaron la conciencia sobre la sensibilidad artística de las mujeres negras y del Tercer Mundo de Londres.
Con Khush (1991), Parmar examinó el mundo erótico de las personas queers de Asia del Sur. El término Khush significa placer extático en lengua Urdu. Para las lesbianas y gays de Asia del Sur que viven en Gran Bretaña, América del Norte y la India, el concepto captura la compleja plenitud de ser queer y de color. Los testimonios inspiradores hacen de puente entre las diferentes áreas geográficas para localizar experiencias compartidas de aislamiento y exotismo, pero también de alegría y solidaridad de ser khush. Por esta obra, Parmar recibió numerosos premios.
El lanzamiento de A Place of Rage (1991), un documental sobre el papel de las mujeres afroamericanas en el movimiento por los derechos civiles, marcó un punto de inflexión crítico en la carrera de Parmar. La película fue designada Mejor Documental Histórico por el National Black Programming Consortium en los Estados Unidos y recibió amplia aclamación internacional de la crítica.
También realizó los documentales The Righteous Babes y A Brimful of Asia, y los dramas Sita Gita, Wavelengths and Memsahib Rita.
El New Festival de Nueva York rindió homenaje a Pratibha Parmar en junio de 1999.

### Acceso a públicos más amplios
El lanzamiento del primer largometraje de Parmar, Nina's Heavenly Delights, se realizó en los principales cines del Reino Unido en 2006 y Estados Unidos en 2007. La película ganó el Premio Wolfe a Mejor Largometraje en el Festival Internacional de cine sobre diversidad sexual y de género de Fresno, California (EE. UU.); Mejor Largometraje en Festival Internacional Cineffable, Paris (Francia); y Mejor Largometraje Internacional en el Festival Internacional de Cine Gay y Lésbico de Tampa, Florida (EE. UU.). Desde entonces, los intereses cinematográficos de Parmar se diversifican y persigue temas universales que lleguen a una audiencia más amplia. Pone énfasis en el incremento de la conciencia global sobre la tolerancia, la aceptación y el interés por los derechos de las mujeres y de las personas queer. Sin embargo, las obras de Parmar conservan su sello personal reforzando su conciencia política, su perspectiva artística y su narrativa con inventiva e inspiración.
Parmar ha sido directiva y es miembro activo de Women in Film and Television (Mujeres en Cine y Televisión en español) en el Reino Unido. Además es miembro del Gremio de Directores de Gran Bretaña y es miembro con derecho a voto en los Premios BAFTA.
En 2001, fundó Kali Films, productora de cine y televisión con la que se han realizado largometrajes, documentales y vídeos musicales. La empresa trabaja con materiales y temas que son entretenidos, estimulantes, inteligentes y estéticamente impresionantes. Las películas de Parmar continúan proyectándose a espectáculos agotados a nivel internacional. A través de Kali Films, trabaja en varios proyectos incluyendo Diversity in Motion, un corto documental que muestra a un grupo escogido de niños de los cinco distritos olímpicos de 2012. Y como directora creativa y consultora de Di Fie Foe en  Windows in Our World, que permite la producción de los cortos documentales de siete estudiantes sobre Welcoming The World 2012 Olympics Project, el Proyecto de Bienvenida a las Olimpiadas 2012 con motivo de su celebración en Londres.
En mayo de 2011, Parmar comienza a rodar el documental llamado Beauty in Truth (Belleza en la Verdad en español) sobre la vida de Alice Walker.

## Filmografía

### Obra más destacada
Nina's Heavenly Delights es el debut de Parmar en los largos y se trata de una película narrativa multipremiada. A Place of Rage es una película documental sobre mujeres afroamericanas y el movimiento por los derechos civiles. En 1993 Pratibha lanzó su más desafiante película, Warrior Marks, que documentó la mutilación genital femenina. Bhangra Jig es un corto vibrante sobre cómo la población joven asiática en Escocia celebran el deseo y el orgullo propio a través de la danza y la música. Double the Trouble, Twice the Fun es un examen de la discapacidad y la homosexualidad que afecta igual a las mujeres y a los hombres. Emergence analiza temas comunes de identidad, alienación e historia con perspectiva de género emergen en el contexto de la experiencia de la diáspora. Flesh and Paper es una exploración lírica del sentido y las sensibilidades de la poeta y escritora lesbiana india, Suniti Bamjoshi. Jodie: An Icon supone una mirada rápida y frenética al fenómeno transatlántico que ha hecho de la actriz de Hollywood Jodie Foster un icono para las lesbianas. Khush es un documental sobre las lesbianas y gays de Asia del Sur en Gran Bretaña, América del Norte y la India. Memory Picture es una obra compuesta por el perfil del fotógrafo indio gay Sunil Gupta y la forma en que su obra retrata los problemas de identidad sexual y racial. The Righteous Babes, un cortometraje que explora la intersección del feminismo con la música popular, centrándose en el papel de las artistas grabadas en la década de 1990 y su influencia en las mujeres modernas. Sari Red se realizó en memoria de Kalbinder Kaur Hayre, una joven india asesinada en Inglaterra en 1985 en un ataque racista. Siren Spirits es una obra que comprende cuatro cortos dramas dirigidos por mujeres de color. Wavelenghts es una película que explora la búsqueda del amor y la intimidad humana en el pulido mundo de las computadoras e Internet.

### Largometrajes
- Nina's Heavenly Delights (2006)

### Cortos
- Playing Dead (2008)
- Sita Gita (2000)
- Wavelengths (1997)
- Memsahib Rita (1994)

### Documentales
- Alice Walker: Beauty in Truth (2011)
- Diversity in Motion (2008)
- Brimful of Asia (1999)
- The Righteous Babes (1998)
- Jodie: An Icon (1996)
- The Colour of Britain (1994)
- Warrior Marks (1993)
- Double the Trouble Twice the Fun (1992)
- A Place of Rage (1991)
- Khush (1991)
- Flesh and Paper (1990)
- Bhangra Jig (1990)
- Memory Pictures (1989)
- Sari Red (1988)
- Reframing AIDS (1987)
- Emergence (1986)

### Televisión
- Doctors – BBC 1 Drama Series (2002), varios episodios

### Vídeos musicales
- Tori Amos
- Morcheeba
- Ghostlands
- Midge Ure

### Escritora
- Pocket Sized Venus in Femmes of Power: Exploding Queer Femininities, Del LaGrace Volcano and Ulrika Dahl. Serpent’s Tail, 2008 (en inglés).
- Warrior Marks: Female Genital Mutilation and the Sexual Blinding of Women. Coautora con Alice Walker. Harcourt Brace en Estados Unidos y Jonathan Cape en Reino Unido, noviembre de 1993 (en inglés).
- Queer Looks: An Anthology of Writings about Lesbian and Gay Media. Coeditado con Martha Gever & John Greyson. Routledge, New York & London, octubre de 1993 (en inglés).
- "Perverse Politics", en Feminist Review, Número 34, 1991 (en inglés).
- The Politics of Articulation in Identity: Community, Culture, Difference. Editado por J. Rutherford. Lawrence & Wishart, 1990 (en inglés).
- Emergence II in Storms of the Heart. Editado por Kwesi Owusu. Camden Press, 1989 (en inglés).
- "Other Kinds of Dreams: An interview with June Jordan", en Feminist Review, 1988 (en inglés).
- "Rage and Desire: Confronting Pornography", en Feminism, Pornography and Censorship. Editado por J. Dickey & C. Cheste. Publicado por Prism Press, 1987 (en inglés).
- "Challenging Imperial Feminism with Valerie Amos", en Feminist Review (1984) y reimpreso varias veces en diversas publicaciones y antologías, incluyendo Feminism & Race de la Oxford University Press, 2000 (en inglés).
- "Asian Women – Race, Class and Culture", en The Empire Strikes Back: Race and Racism in Britain in the 1980s. CCCS, University of Birmingham. Hutchinson, 1982 (en inglés).

### Editora
- Charting the Journey: Writings by Black and Third World Women. Sheba Feminist Press, 1984 (en inglés).
- Through the Break: Women and Personal Struggle. Sheba Feminist Press, 1984 (en inglés).
- "Hateful Contraries: Images of Asian Women in the Media". Ten 8 Magazine, 1984 (en inglés).
- "Many Voices, One Chant: Black Feminist Perspectives". Feminist Review, 1982 (en inglés).
- The Empire Strikes Back: Race and Racism in Britain in the 1980s. CCCS, University of Birmingham. Hutchinson, 1982 (en inglés).

### Publicaciones sobre Pratibha Parmar
- Gwendolyn Audrey Foster, Women Filmmakers of the African and Asian Diaspora. Southern Illinois University Press, 1997 (en inglés).
- Looking For The Other. Feminism, Film and the Imperial Gaze. Capítulo 6: "Can One Know the Other?” The Ambivalence of Post colonialism in Chocolat, Warrior Marks and Mississippi Masala." E. Ann Kaplan. Routledge, 1997 (en inglés).
- Alpana Sharma Knippling, "Self (En)Gendered in Ideology: Pratibha Parmar's Bhangra Jig and Sari Red", in JPCS: Journal for the Psychoanalysis of Culture & Society, Volumen 1 (No 2), Otoño 1996  (en inglés).
- Film Fatales: Independent Women Directors. Eds. Judith M. Redding & Victoria A. Brownworth. Seal Press, 1997 (en inglés).

### Entrevistas con Pratibha Parmar
- The Guardian (en inglés)
- DIVA Magazine (en inglés)
- Future Movies (en inglés)
- The Asian Today (en inglés)
- Netribution (en inglés)
- Filmiholic (en inglés)
- LOLA Press (en inglés)
- AfterEllen.com (en inglés)